# 3262 Miune
3262 Miune este un asteroid din centura principală, descoperit pe 28 noiembrie 1983 de Tsutomu Seki.